# Tour d'Espagne 1960
La 15e édition du Tour d'Espagne s'est déroulée entre le 29 avril et le 15 mai 1960. Il se composait de 17 étapes pour un total de 3 566 kilomètres. Il a été remporté par le Belge Frans De Mulder de l'équipe Groene Leeuw. Arthur Decabooter a remporté le classement par points et Antonio Karmany le classement de la montagne.

## Équipes participantes
| - Faema Espagne - Margnat-Rochet - Groene Leeuw - / EMI - KAS - Ferrys - Licor 43 - Majestad - Équipe portugaise, dossards 21-30 non partante. |

## Classement général
| \| 1 \| Frans De Mulder \| Belgique \| Groene Leeuw \| en \| 103 h 05 min 57 s \| \| 2 \| Armand Desmet \| Belgique \| Groene Leeuw \| + \| 15 min 21 s \| \| 3 \| Miguel Pacheco \| Espagne \| Licor 43 \| \| 19 min 24 s \| \| 4 \| Antonio Karmany \| Espagne \| Kas \| \| 22 min 03 s \| \| 5 \| Juan Campillo \| Espagne \| Kas \| \| 29 min 50 s \| \| 6 \| Fernando Manzaneque \| Espagne \| Faema \| \| 31 min 58 s \| \| 7 \| Salvador Botella \| Espagne \| Faema \| \| 32 min 58 s \| \| 8 \| Benigno Aspuru \| Espagne \| Kas \| \| 35 min 08 s \| \| 9 \| Jesús Loroño \| Espagne \| Majestad \| \| 38 min 11 s \| \| 10 \| Arthur Decabooter \| Belgique \| Groene Leeuw \| \| 44 min 42 s \| |                     |          |              |    |                   |
| 1 | Frans De Mulder     | Belgique | Groene Leeuw | en | 103 h 05 min 57 s |
| 2 | Armand Desmet       | Belgique | Groene Leeuw | +  | 15 min 21 s       |
| 3 | Miguel Pacheco      | Espagne  | Licor 43     |    | 19 min 24 s       |
| 4 | Antonio Karmany     | Espagne  | Kas          |    | 22 min 03 s       |
| 5 | Juan Campillo       | Espagne  | Kas          |    | 29 min 50 s       |
| 6 | Fernando Manzaneque | Espagne  | Faema        |    | 31 min 58 s       |
| 7 | Salvador Botella    | Espagne  | Faema        |    | 32 min 58 s       |
| 8 | Benigno Aspuru      | Espagne  | Kas          |    | 35 min 08 s       |
| 9 | Jesús Loroño        | Espagne  | Majestad     |    | 38 min 11 s       |
| 10 | Arthur Decabooter   | Belgique | Groene Leeuw |    | 44 min 42 s       |

## Étapes
| N°   | Date     | Villes étapes             | km       | Vainqueur d'étape       | Leader du général   |
| 1re  | 29 avril | Gijón - Gijón             | 8 CLME   | Faema                   | Gabriel Mas         |
| 2e   | 30 avril | Gijón - La Corogne        | 235      | Felipe Alberdi          | Felipe Alberdi      |
| 3e   | 1er mai  | La Corogne - Vigo         | 187      | Antonio Barrutia        | Antonio Barrutia    |
| 4e   | 2 mai    | Vigo - Orense             | 105      | Frans De Mulder         | Antonio Barrutia    |
| 5e   | 3 mai    | Orense - Zamora           | 287      | Antonio Gómez del Moral | Jesús Galdeano      |
| 6e   | 4 mai    | Zamora - Madrid           | 250      | Nino Assirelli          | Fernando Manzaneque |
| 7e   | 5 mai    | Madrid - Madrid           | 209      | Frans De Mulder         | Fernando Manzaneque |
| 8e   | 6 mai    | Guadalajara - Saragosse   | 264      | Arthur Decabooter       | Fernando Manzaneque |
| 9e   | 7 mai    | Saragosse - Barcelone     | 269      | Salvador Botella        | Frans De Mulder     |
| 10e  | 8 mai    | Terrassa - Barbastro      | 240      | Alfons Sweeck           | Armand Desmet       |
| 11e  | 9 mai    | Barbastro - Pampelune     | 267      | Vicente Iturat          | Armand Desmet       |
| 12e  | 10 mai   | Pampelune - Logroño       | 179      | Jesús Galdeano          | Armand Desmet       |
| 13e  | 11 mai   | Logroño - Saint-Sébastien | 211      | Federico Bahamontes     | Armand Desmet       |
| 14e  | 12 mai   | Saint-Sébastien - Vitoria | 263      | Antonio Suárez          | Armand Desmet       |
| 15e  | 13 mai   | Vitoria - Santander       | 232      | Arthur Decabooter       | Armand Desmet       |
| 16e  | 14 mai   | Santander - Bilbao        | 192      | Frans De Mulder         | Frans De Mulder     |
| 17ea | 15 mai   | Bilbao - Guernica         | 116      | Frans De Mulder         | Frans De Mulder     |
| 17eb | 15 mai   | Guernica - Bilbao         | 53 (CLM) | Antonio Karmany         | Frans De Mulder     |

## Liste des coureurs
| Faema | Margnat Rochet | Groene Leeuw |
| - 1 Antonio Suarez (Esp) - 2 Federico Bahamontes (Esp) - 3 Jesús Galdeano (Esp) - 4 Julio San Emeterio (Esp) - 5 José Herrero Berrendero (Esp) - 6 Salvador Botella (Esp) - 7 Fernando Manzaneque (Esp) - 8 Gabriel Mas (Esp) - 9 Francisco Moreno (Esp) - 10 Antonio Bertran (Esp)                 | - 11 Francis Anastasi (Fra) - 12 Jean Anastasi (Fra) - 13 Antonin Rolland (Fra) - 14 Claude Mattio (Fra) - 15 Maurice Moucheraud (Fra) - 16 Antoine Abate (Ita) - 17 Lucien Fliffel (Fra) - 18 Joseph Auré (Fra) - 19 Siro Bianchi (Fra) - 20 Organ Iacoponi (Fra)                | - 31 Noël Foré (Bel) - 32 Arthur De Cabooter (Bel) - 33 Frans De Mulder (Bel) - 34 Armand Desmet (Bel) - 35 Lucien Mathys (Bel) - 36 Marcel Seynaeve (Bel) - 37 Alfons Sweeck (Bel) - 38 André Messelis (Bel) - 39 Constant De Keyser (Bel) - 40 Firmin Bral (Bel)         |
| EMI | KAS | Ferrys |
| - 41 Charly Gaul (Lux) - 42 Marcel Ernzer (Lux) - 43 Aldo Bolzan (Ita) - 44 Jean-Pierre Schmitz (Lux) - 45 Pasquale Fornara (Ita) - 46 Giuseppe Pintarelli (Ita) - 47 Giovanni Metra (Ita) - 48 Marcello Chiti (Ita) - 49 Carlo Guarguaglini (Ita) - 50 Aldo Moser (Ita)                            | - 51 Carmelo Morales (Esp) - 52 José Segú (Esp) - 53 Antonio Karmany (Esp) - 54 Manuel Martin Pinera (Esp) - 55 Benigno Azpuru (Esp) - 56 Aniceto Utset (Esp) - 57 Juan Campillo (Esp) - 58 Antonio Jiménez Quiles (Esp) - 59 Alfredo Esmatges (Esp) - 60 Rogelio Hernández (Esp) | - 61 Vicente Iturat (Esp) - 62 René Marigil (Esp) - 63 José Pérez Francés (Esp) - 64 Emilio Cruz (Esp) - 65 Antonio Uliana (Esp) - 66 Silvestro La Cioppa (Esp) - 67 Juan Escolá (Esp) - 68 Gilberto Dall’Agata (Ita) - 69 Adolf Christian (Aut) - 70 Nino Assirelli (Ita) |
| Licor 43 | Majestad | |
| - 71 Antonio Gomez Del Moral (Esp) - 72 José Gomez Del Moral (Esp) - 73 Joaquin Barcelo (Esp) - 74 Antonio Carreras (Esp) - 75 Juan Manuel Santiago Montilla (Esp) - 76 Miguel Bover (Esp) - 77 Gabriel Company (Esp) - 78 Emilio Hernan (Esp) - 79 Angel Guardiola (Esp) - 80 Miguel Pacheco (Esp) | - 81 Jesús Loroño (Esp) - 82 Antonio Barrutia (Esp) - 83 Antonio Ferraz (Esp) - 84 José Luis Talamillo (Esp) - 85 Angel Rodriguez (Esp) - 86 Fausto Iza (Esp) - 87 Carlos Perez (Esp) - 88 Felipe Alberdi (Esp) - 89 José Urrestarazu (Esp) - 90 Juan Manuel Menendez (Esp)       | |